# Tatiana Nikítina
Tatiana Jashímovna Sadýkova (Татьяна Хашимовна Садыкова en ruso) (31 de diciembre de 1945 en Dushambe, Tayikistán) es una cantante, física y política. Normalmente realiza duetos con su marido Serguéi Nikitin. Tras contraer matrimonio con su actual pareja, adoptó su apellido.

## Biografía
Nikítina nació el 31 de diciembre de 1945 en Dusambé, Tayikistán (entonces RSS de Tayikistán). En 1971 se graduó en la Facultad de física de la Universidad Estatal de Moscú. En 1968 comenzaría a cantar en un quinteto liderado por Serguéi Nikitin, quien más tarde sería su pareja. Ambos consiguieron doctorarse en física tras trabajar juntos como biofísicos. Como artistas musicales, grabaron más de 15 discos y vinilos.
En 1990 abandonó su trabajo para hacerse con el cargo de responsable de cultura del ispolkom del distrito Oktyabrski en Moscú, donde más tarde sería subdirectora del distrito Central de la ciudad y de 1992 a 1995, subdirectora del Ministerio de Cultura de Rusia. Desde 1995 trabaja como mánager en Kartina, firma italiana que organiza exhibiciones artísticas.